# Giacomo Luvini-Perseghini
Giacomo Luvini-Perseghini (né le 23 février 1795 à Lugano et mort le 24 mai 1862 dans la même ville) est une personnalité politique suisse, originaire du canton du Tessin.
Après des études en droit à l'université de Pavie, il s'installe dans sa ville natale de Lugano en 1823 en tant qu'avocat et notaire. Il fait partie des dirigeants radicaux tessinois, occupant la fonction de syndic de Lugano pendant plus de 30 ans et de député au Grand Conseil (entre 1830 et 1862). Il siège à la Diète fédérale entre 1830 et 1848. Lors de la Guerre du Sonderbund, il commande la 6e division des troupes confédérales. Après la fondation de l'État fédéral, il siège au Conseil national de 1848 à 1862, avec une brève parenthèse au Conseil des États entre 1854 et 1855 et au Conseil d'État tessinois de mars à septembre 1855.